# Maik Bullmann
Maik Bullmann (ur. 25 kwietnia 1967 we Frankfurcie nad Odrą) – niemiecki zapaśnik, dwukrotny medalista olimpijski.
Urodził się w NRD i do zjednoczenia Niemiec startował w barwach tego kraju. Walczył w stylu klasycznym, sukcesy odnosił w kategorii półciężkiej (do 90 kg). Brał udział w trzech igrzyskach (IO 88, IO 92, IO 96), na dwóch zdobywał medale. Nie miał sobie równych w 1992 roku, cztery lata później zajął trzecie miejsce.
Był mistrzem świata w 1989, 1990 i 1991, srebrnym (1993) i  brązowym medalistą tej imprezy (1994). Stawał na podium mistrzostw Europy (złoto w 1992, srebro w 1989, 1990, 1995 i 1996). Trzeci w Pucharze Świata w 1995. Złoto na igrzyskach wojskowych w 1995 roku.